# Neighborhood Hero
Neighborhood Hero (Anh hùng khu phố) (Hangul: 동네 의 영웅) hoặc Local Hero là một bộ phim truyền hình gián điệp của Hàn Quốc năm 2016, với sự tham gia của Park Si-hoo, Jo Sung Ha, Lee Soo Hyuk, Kwon Yuri và Yoon Tae Young. Bộ phim được phát sóng lần đầu tiên vào ngày 23 tháng 1 năm 2016 trên OCN.

## Nội dung
Cựu điệp viên Baek Shi Yoon (Park Shi-hoo) là một vũ khí con người được đào tạo tốt. Giấu quá khứ của mình, anh ta mua thanh "Neighborhood" và điều hành nó như là chủ sở hữu. Anh ta đến gần những người hàng xóm xung quanh tại quầy bar của anh ta và anh ta thông cảm với nỗi đau của họ. Sau đó anh gặp một thanh niên, Choi Chan Gyu (Lee Soo-hyuk), người làm việc như một nhân viên tạm thời. Choi Chan Gyu muốn trở thành một sĩ quan cảnh sát. Baek Shi Yoon đào tạo anh ta như một điệp viên bí mật và họ chiến đấu chống lại cái ác.

## Diễn viên
Vai chính
- Park Shi-hoo vai Baek Shi-yoon
- Jo Sung-ha vai Im Tae-Ho
- Lee Soo-hyuk vai Choi Chan-gyu
- Kwon Yuri vai Bae Jung-yeon

Vai phụ
- Yoon Tae-young vai Yoon Sang-min
- Jung Man-sik vai Jung Soo-hyuk
- Song Jae-ho vai President Hwang
- Choi Yoon-so vai Kim Seo-an
- Ji Il-joo vai Jang Jin-woo